# Parafia Ewangelicko-Augsburska w Płocku
Parafia Ewangelicko-Augsburska w Płocku – jedna z parafii Kościoła Ewangelicko-Augsburskiego, należąca do diecezji warszawskiej. Kaplica parafialna mieści się przy ulicy Kazimierza Wielkiego 39 w Płocku. W 2012 liczba parafian wynosiła około 60.

## Historia parafii
Idee Reformacji obecne były na Mazowszu już w XVI w. Najwybitniejszym przedstawicielem jest Stanisław Murzynowski, urodzony ok. roku 1528 w Suszycach (ziemia dobrzyńska). Pochodził z rodziny szlacheckiej, jak to było w zwyczaju ewangelickich rodów, został wysłany na studia uniwersyteckie w Wittenberdze, gdzie przebywał do 1545 r. Po podróży studyjnej do Włoch w roku 1549 r., osiadł na stałe w Królewcu, gdyż jako zdeklarowany protestant, któremu proces za apostazję wytoczyła kapituła płocka, nie mógł wrócić w rodzinne strony.

### Duchowni
- Proboszcz Administrator - ks. Szymon Czembor

### Delegat Parafii na Synod Diecezji Warszawskiej
- Artur Bedyk